# 朱容藩
朱容藩（？—1649年），是明朝楚王的远支后裔；少年無賴，张献忠的军队攻陷楚王府，朱容藩逃入左良玉軍中，冒稱「郡王」。諸將都讨厌他，于是逃向南京；賄赂馬士英，請任命他以鎮國將軍監督楚營，差点激起兵變。李自成餘黨进入湖广，他再入大顺军中自稱「楚王世子」；大顺将领开始很高兴，欲立為王。后来怀疑朱容藩作假，乃止。
1646年冬十一月，永曆帝继位；朱容藩赴永曆帝的行在，详细描述大顺军中情形，得到丁魁楚信任，推薦於朝；永曆帝命朱容藩掌宗人府事。朱容藩和四川人兵科给事中程源請经略四川，永曆帝加程源太常寺少卿，經理三省；朱容藩為兵部右侍郎兼右僉都御史，總督川東軍務。后来永曆帝逃至桂林，朱容藩覬覦入閣，受命不立刻出发；私自暗示給事中唐諴上疏弹劾丁魁楚私逃，说「扈從單弱，如容藩、程源皆系擁戴重臣，不宜出外。」永曆帝一直讨厌朱容藩，怒曰：『爾等又欲擁戴容藩邪』！削除容藩職务，將要誅杀他。朱容藩賄賂內監龐天壽，请太后謂求情，得到赦免，官復原职。
朱容藩遂从辰州至施州衛，入四川。適鄖陽守將王光興為清兵所敗，不知他是假的，以其眾二萬人归附，李占春、于大海兩將也归附。清兵由重慶順流而下；永曆元年（1647年）秋七月，朱容藩命李占春、于大海在萬縣之湖灘截擊清兵失利，逃向川北。
南明永历三年二月（1649年3月13日—4月11日），朱容藩在涪州、夔州地区自稱楚王世子監國（《客滇录》说他自称楚王世子，后称楚王，又改称吴王），鑄“天下兵马副元帅”金印，改忠州為大定府，號府門為承運門，稱居所為行宮；設祭酒、科道、鴻臚寺等官。封王光興、李占春、于大海、楊朝柱、譚宏、譚文、譚詣、楊展、馬應試為侯伯，以張京為兵部尚書、程正典為四川總督、朱運久為湖廣巡撫。
夔州臨江有天字城，朱容藩改為「天子城」，封石砫酉陽土官為伯，掛將軍印；廝養蠻獠，授監軍、總兵之職。因战乱交通不便；諸將士不知永曆帝所在者，皆歸附朱容藩。堵胤錫率馬進忠由施州衛乘舟入蜀，見到朱容藩，斥责他。容藩说：「聖駕播遷，川中不知順逆；聊假名號彈壓之耳！」胤錫斥道：「容藩公自己就是逆臣，怎么能使叛逆降服！」川東文武这才知道容藩名號是假的，多行解散。督師呂大器至涪州，李占春來拜謁；呂大器看着朱容藩给他的官銜大笑：「副元帅，非親王、太子不敢稱。天子在上，何國可監；此人反叛明矣！爾等受其官，必不免罪！」李占春说：「討叛以贖罪，怎么样？」呂大器同意。七月廿五（1649年9月1日），李占春率领的军队与朱容藩部交锋，朱容藩大败，逃往云阳。藏在草舍中，为土民擒献，被斩杀。